# Alfred Cisa Duran

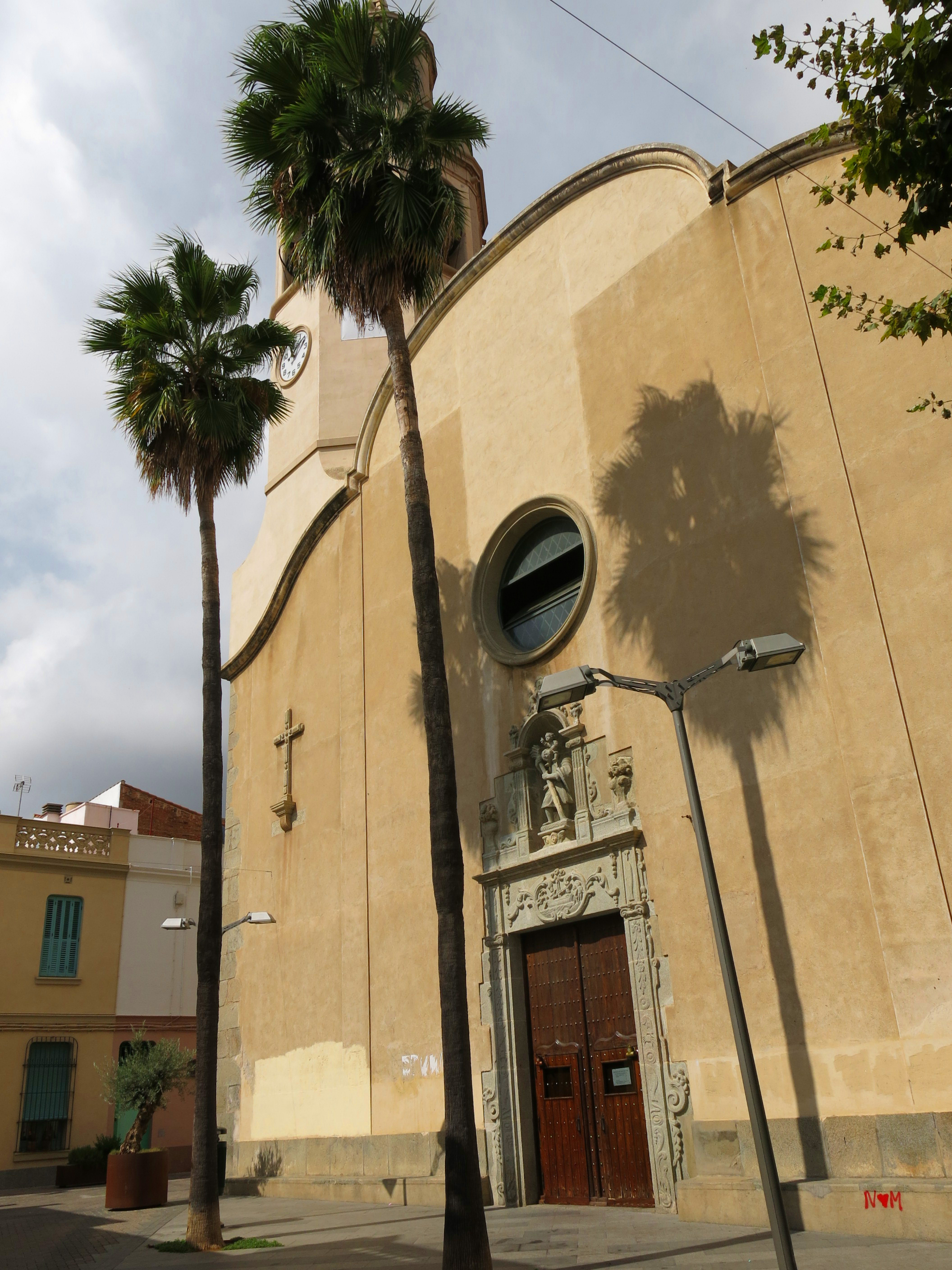
Església de Sant Cristòfol de Premià de Mar d'on va néixer Mn. Alfred Cisa

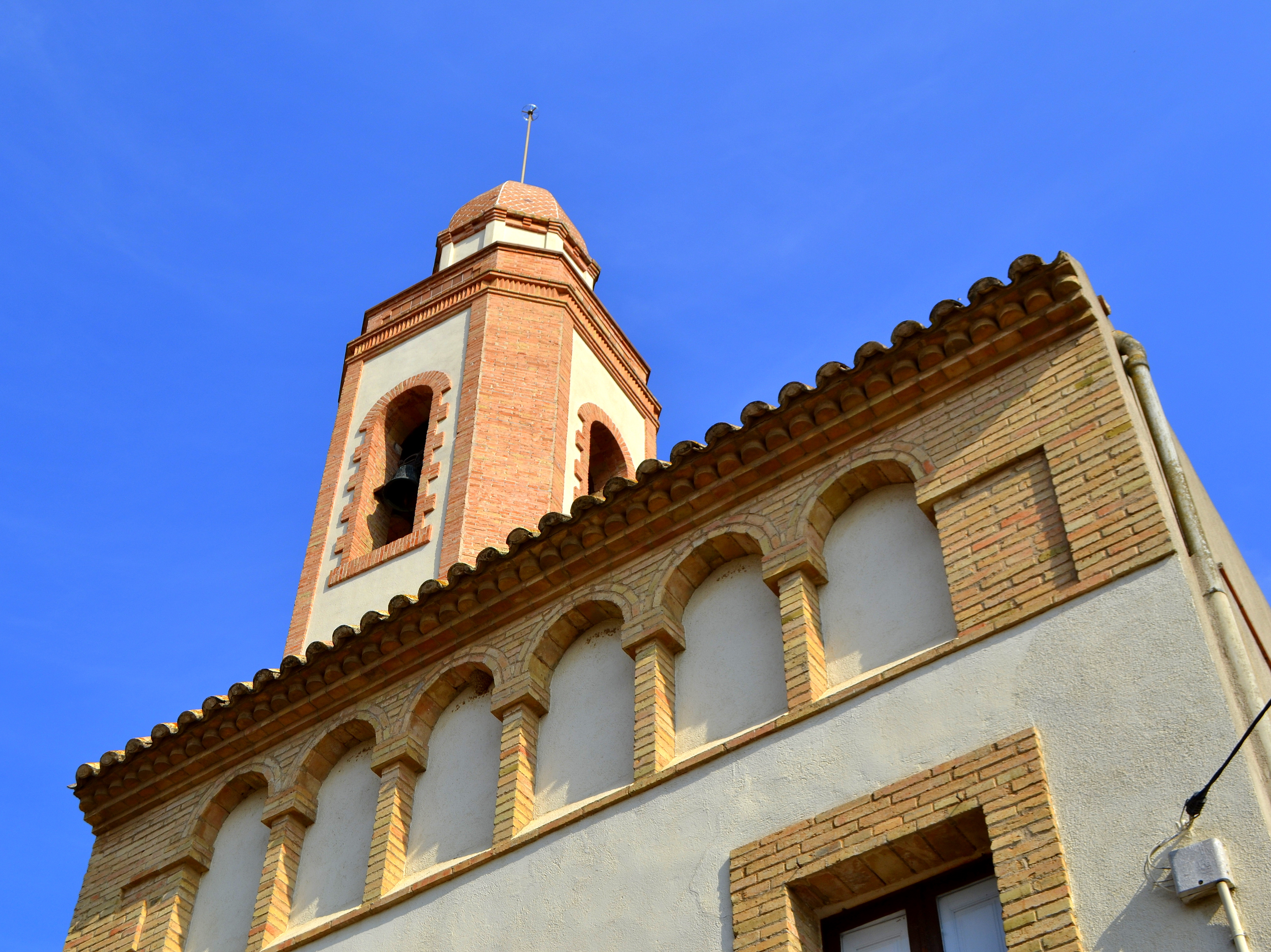
Església de Santa Maria de la Múnia últim destí de Mn. Alfred Cisa

Alfred Cisa Duran (Premià de Mar, 2 de febrer del 1894 - Barcelona, 12 de novembre de 1936) fou un sacerdot i màrtir de la Diòcesi de Barcelona.
De petit assistia a la parròquia de Sant Cristòfol de Premià on va sentir la vocació de prevere. En 1912 cursava 3r curs de filosofia al seminari de Barcelona. Al 1923 feia de vicari a Sitges. Al 1926 va ser nomenat professor de la sucursal del seminari de Terrassa. Al 1927 va ser nomenat vicari del Vendrell. Al 1928 va ser nomenat de Sant Celoni i el 1929 de Granollers. Al 1931 de Sant Martí de Provençals. El 1932 és nomenat tinent-vicari de Masarbonès. Després va ser ecònom de la parròquia de Santa Maria de l'Almúnia (agregat a Castellví de la Marca, província de Barcelona) del 1934 al 1936, on va escriure diferents articles i poemes en diaris locals de l'època.
Després d'esclatar la guerra i d'una estada amagat de gairebé tres mesos en els boscos veïns a la parròquia de Sitges, es va traslladar a Barcelona, on fou detingut, el 12 de novembre de 1936, amb el seu company de penalitats, el Mn. Jaime Roca Valls. Els van assassinar just el mateix dia després que els van detenir i no es va saber el lloc de l'enterrament del seu cos.